# Booker T. Washington nationalmonument

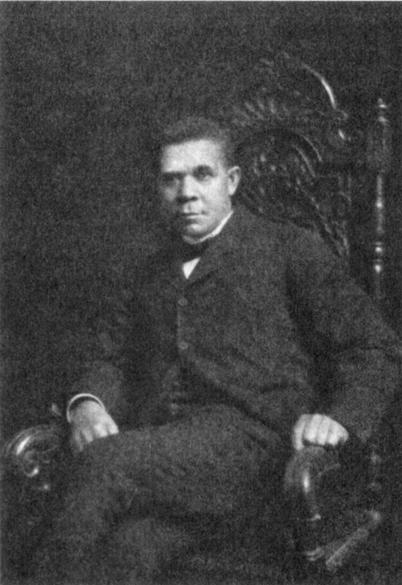
Booker T. Washington nationalmonument

Booker T. Washington nationalmonument ligger i delstaten Virginia i USA. Platsen utgör det hem som Booker T Washington föddes i som slav 1856. Efter det amerikanska inbördeskriget då slaveriet upphörde blev han grundare till en skola och senare rådgivare och författare.